# Luigi Di Maio
Luigi Di Maio (ur. 6 lipca 1986 w Avellino) – włoski polityk, poseł do Izby Deputowanych, lider polityczny Ruchu Pięciu Gwiazd (2017–2020), w latach 2018–2019 wicepremier oraz minister rozwoju gospodarczego, pracy i polityki społecznej, od 2019 do 2022 minister spraw zagranicznych.

## Życiorys
Najstarszy z trzech synów działacza Włoskiego Ruchu Społecznego. W 2004 ukończył liceum klasyczne w Pomigliano d’Arco. Podejmował następnie studia z zakresu inżynierii oraz prawoznawstwa na Uniwersytecie Neapolitańskim im. Fryderyka II, nie kończąc żadnego z tych kierunków. Działał w międzyczasie w organizacjach studenckich. W 2007 zarejestrował się jako dziennikarz, krótko pracował w zawodzie webmastera.
Wkrótce zaangażował się w działalność Ruchu Pięciu Gwiazd, który utworzył Beppe Grillo. W wyborach w 2013 z ramienia tego ugrupowania został wybrany do Izby Deputowanych XVII kadencji, objął następnie funkcję wiceprzewodniczącego tej izby.
We wrześniu 2017 wygrał partyjne prawybory, stając się liderem politycznym swojego ugrupowania i jego kandydatem na premiera w wyborach w 2018. Kierowane przez niego ugrupowanie zajęło drugie miejsce za koalicją centroprawicy, znacząco poprawiając swój wynik wyborczy sprzed pięciu lat (z wynikiem ponad 32% do każdej z izb).  Uzyskało też największe poparcie wśród samodzielnych list wyborczych, wprowadziło do parlamentu ponad 220 posłów i ponad 110 senatorów. Luigi Di Maio uzyskał mandat w okręgu większościowym, pokonując w nim Vittoria Sgarbiego.
Wyniki tych wyborów nie doprowadziły do uzyskania przez któryś z obozów politycznych większości w parlamencie pozwalającej na samodzielne rządzenie. Po długotrwałych negocjacjach 13 maja 2018 Ruch Pięciu Gwiazd podpisał porozumienie programowe z ugrupowaniem Liga Północna. Formowanie rządu trwało jeszcze niespełna trzy tygodnie. Ostatecznie 1 czerwca 2018 w nowo powołanym gabinecie Giuseppe Contego Luigi Di Maio objął stanowiska wicepremiera oraz ministra rozwoju gospodarczego, pracy i polityki społecznej.
Po rozpadzie koalicji rządowej brał udział w negocjacjach zakończonych porozumieniem z Partią Demokratyczną. 5 września 2019 w drugim rządzie dotychczasowego premiera objął urząd ministra spraw zagranicznych. W styczniu 2020 zrezygnował z pełnionej w Ruchu Pięciu Gwiazd funkcji. 13 lutego 2021 w nowo powołanym gabinecie Maria Draghiego pozostał na funkcji ministra spraw zagranicznych.
W czerwcu 2022 wraz ze swoimi zwolennikami opuścił Ruch Pięciu Gwiazd, współtworząc ruch polityczny Insieme per il Futuro. Jego ugrupowanie w tym samym roku znalazło się poza parlamentem. W październiku 2022 Luigi Di Maio zakończył pełnienie funkcji ministra, a także ustąpił z funkcji lidera swojej partii.

## Odznaczenia
- Order Księcia Jarosława Mądrego III klasy (2022)[15]